# 위핀칭
위핀칭(于品卿)은 중화민국의 정치인·실업가이다. 친일 지방 정권 인 찰남자치정부(察南自治政府)의 최고 위원이다. 후에 몽고련합자치정부, 몽고자치방 정부(蒙古自治邦政府)에서 부주석에 취임했다.